# Andreas Albrecht von Brömbsen

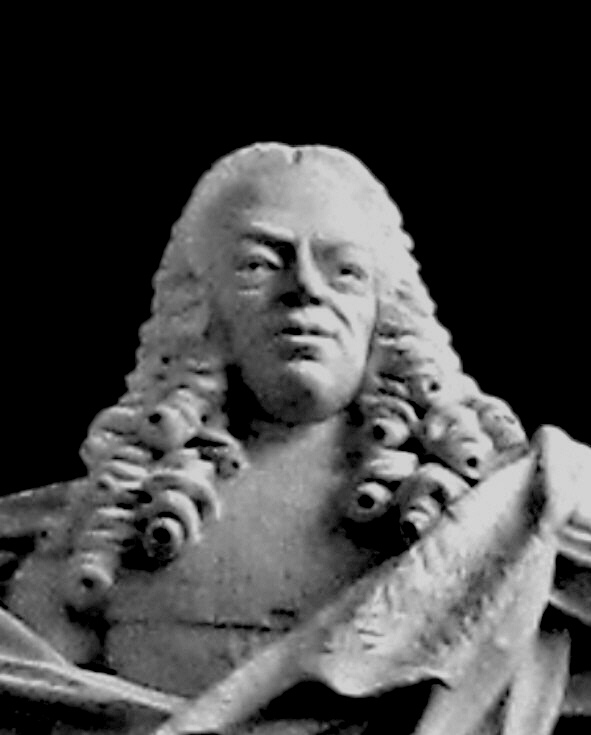
Andreas Albrecht von Brömbsen (Epitaphbüste)

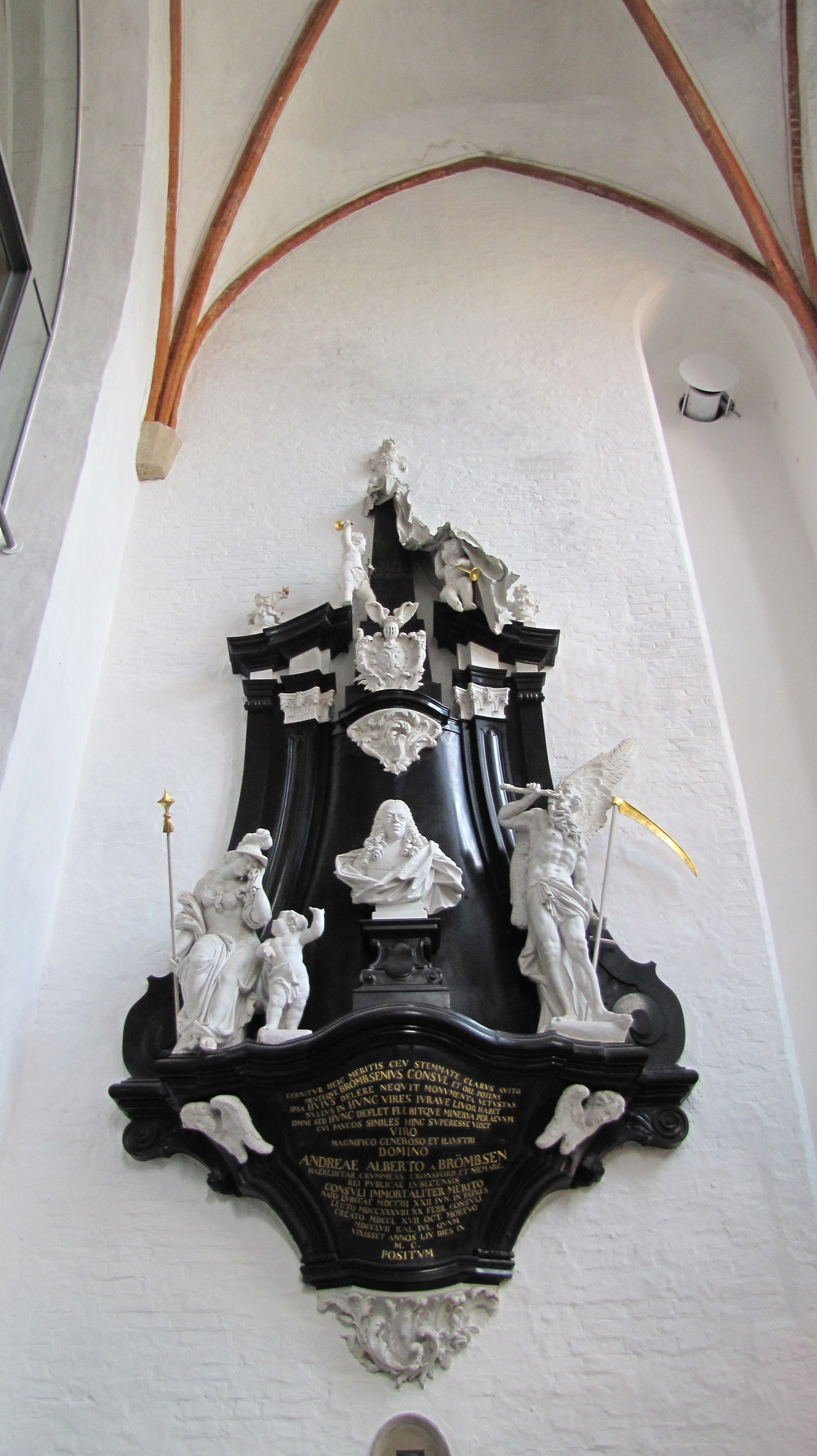
Epitaph in der Jakobikirche

Andreas Albrecht von Brömbsen (* 22. Juni 1703 in Lübeck; † 1. Juli 1757 ebenda) war ein deutscher Bürgermeister der Hansestadt Lübeck.

## Leben
Andreas Albrecht von Brömbsen war der Sohn des Lübecker Bürgermeisters Heinrich von Brömbsen. Er studierte von 1721 bis 1725 Rechtswissenschaften an den Universitäten Tübingen und Leipzig. Nach Lübeck zurückgekehrt wurde er 1732 Mitglied der Zirkelgesellschaft. 1738 wurde er in den Rat der Stadt gewählt und dort 1750 zu einem der vier Bürgermeister bestimmt. In seine Amtszeit als Ratsherr fällt die von der Bürgerschaft erzwungene Selbstergänzung des Lübecker Rates 1739. 
Brömbsen war Erbherr auf Krummesse und starb unverheiratet. Sein Epitaph mit lateinischer Inschrift hängt an der Westwand der Heiligen-Leichnamskapelle im nördlichen Seitenschiff der Jakobikirche.
Die Erben, seine Brüder Heinrich, Gutsherr auf Niendorf, und Christian, Gutsherr auf Nütschau, verkauften Krummesse, Kronsforde und Niemark 1759 an die Stadt Lübeck.